# Бернхард III (герцог Саксонии)
Бернхард III (нем. Bernhard III. von Sachsen; 1148 — 9 февраля 1212) — граф Ангальта с 1170 года, герцог Саксонии с 1180 года, младший из 7 сыновей маркграфа Бранденбургского Альбрехта Медведя от его жены Софии фон Винценбург (1100—1160).

## Биография
Бернхард родился в 1148 году. В 1170 году умер его отец, маркграф Альбрехт Медведь, владения которого были разделены между сыновьями. Бернхард при этом получил Ангальт и Ашерслебен, а после смерти в 1172 году бездетного брата Альбрехта — графство Балленштедт, объединив в своих руках родовые владения Асканиев в Гарце, а также по Заале и Эльбе.
В 1173 году Бернхард получил от императора Фридриха I Барбароссы графство Плёцкау, что привело к конфликту с саксонским герцогом Генрихом Львом. Когда же в 1180 году император Фридрих I Барбаросса после подавления восстания Генриха Льва разделил Саксонию на несколько княжеств, Бернхард получил небольшие владения по правому берегу Нижней и Средней Эльбы, за которыми с этого времени закрепилось название «герцогство Саксония» (современная Нижняя Саксония), и титул герцога. 
При этом Бернхард не обладал такой же властью, как его предшественники. На ландтаге в 1182 году его вассалами признали себя только графы Люхова, Данненберга, Шверина и Ратцебурга, в то время как самый могущественный из вассалов, граф Гольштейна Адольф III, отсутствовал и признал власть Бернхарда только после того, как Генрих Лев вернулся из Англии. 
Также Бернхарду удалось добиться признания своих прав на Лауэнбург как на часть наследства Биллунгов и присоединить его к своим владениям. При поддержке императоров Фридриха I и Генриха VI, а также других Асканиев (прежде всего маркграфов Бранденбурга) ему удалось удержать за собой все приобретения.
После смерти императора Генриха VI в 1197 году несколько князей предложили избрать королём Германии Бернхарда, однако он предпочёл отказаться от претензий на престол, поддержав Филиппа Швабского. Бернхард держал сторону Гогенштауфенов до убийства Филиппа Швабского в 1208 году, после чего как и другие северогерманские князья был вынужден признать Оттона IV Брауншвейгского.
Бернхард умер в 1212 году. Его владения были разделены между двумя сыновьями — Генрихом I, получившим родовые асканийские владения, и Альбрехтом I, получившим титул герцога Саксонии.

## Брак и дети
Жена: Ютта (Юдит) Польская (ум. после 12 декабря 1201), дочь польского князя Мешко III Старого и Елизаветы Венгерской. Дети:
- Магнус (умер ребёнком);
- Генрих I (ок. 1170 — 8 мая 1251/17 мая 1252), граф Ангальта и Ашерслебена с 1212, князь Ангальта с 1213, родоначальник Ангальтской ветви Асканиев;
- Альбрехт I (ум. 27 сентября/7 ноября 1260), герцог Саксонии с 1212, родоначальник Саксонской ветви Асканиев;
- Адельгейда (ум. 16 июля 1244), аббатиса аббатства Гернроде;
- Гедвига; муж: ранее 1204 Ульрих (ум. 28 сентября 1206), граф Веттина
- Иоганн, пробст в Хальберштадте.